# بیتولا

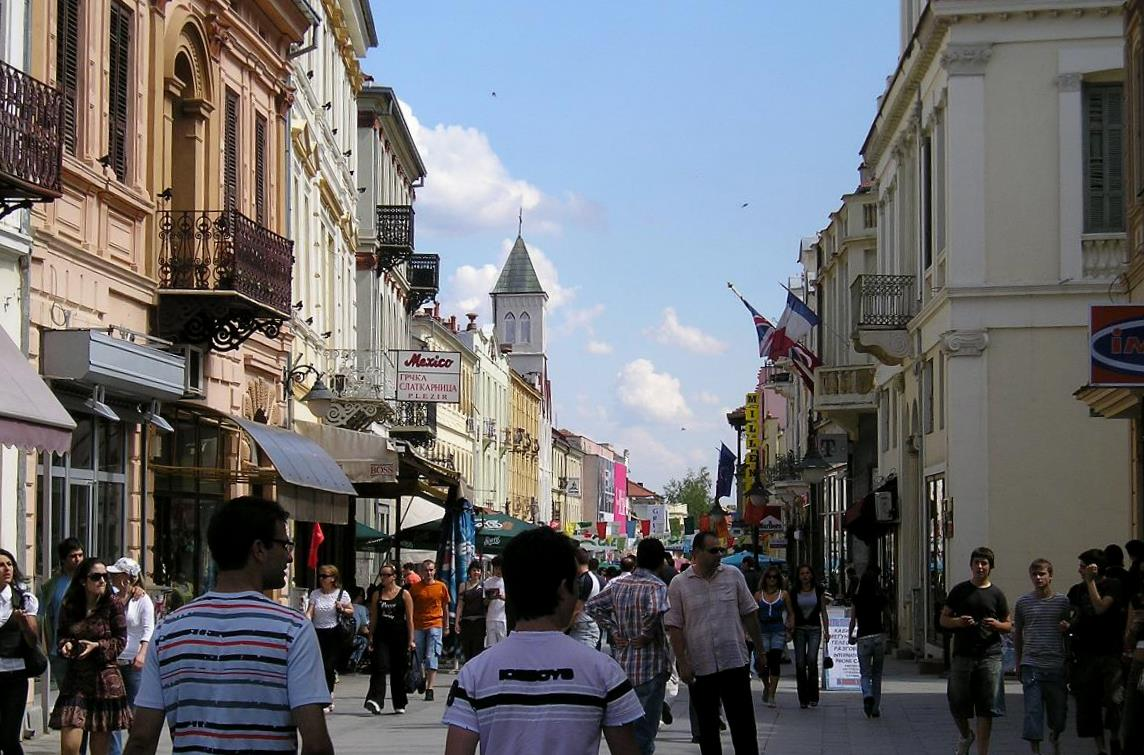
بیتولا

بیتولا (Битола) جنوبی‌ترین شهر کشور مقدونیه است که بر روی فلاتی بین کوه‌های مرزی یونان قرار دارد.
این شهر دومین شهر بزرگ مقدونیه است ولی از نظر اقتصادی در وضعیت خوبی قرار ندارد.
قیمت هتلهای این شهر بسیار بالاست و از نظر امکانات شهر زیاد مناسبی برای اقامت هنگام سفر به یونان یا در هنگام برگشت از یونان نیست چون هیچ قطار یا اتوبوسی برای سفر به مرز وجود ندارد. ولی از نظر دیرینگی و آثار تاریخی دارای جاذبه‌های زیادی است که از آنها می‌توان به باقی‌مانده‌های هراکلی اشاره کرد که توسط فیلیپ دوم، چهار قرن قبل از میلاد مسیح ساخته شد و دو سده بعد توسط رومی‌ها تصرف شد و به محلی مهم تبدیل شد. از این بنا تنها گرمابه‌ها، ایوان و تئاتری که توسط رومی‌ها ساخته شده بود باقی‌مانده است.